# علياء والقطط الثلاث (كتاب)
علياء والقطط الثلاث- كتاب للكاتبة والمؤلفة المغربية أمينة الهاشمي، الكتاب صادر عن دار ينبع للكتاب، وقد ترجم إلى اللغة الإنجليزية واللغة الإيطالية. الكتاب وصل إلى القائمة القصيرة لجائزة اتصالات في الإمارات العربية المتحدة عام 2016م.

## ملخص
ثلاث قطط لطيفة تعيش في بيت دافيء محب، لكنها تتساءل بينها وبين نفسها عن بطن مريم صاحبة البيت، ما باله يكبر ويكبر؟ حتى يأتيها الجواب في يوم تعود فيه مريم وزوجها من المستشفى. وهي تحمل بين ذراعيها طفلة جميلة اسمها علياء. هل ستتغير حياة " مينوش" و "باشا" و "أمير" بعد قدوم علياء الصغيرة؟ قصة تتحدث بذكاء ولطافة عن الشعور الذي قد يشعر به الصغار عند قدوم مولود جديد في العائلة. فالقصة تتناول موضوع مهم و هو استقبال طفل جديد بالعائلة ، المقاربة الذكية كتابة القصة على لسان الحيوانات ( القطط) التي تخشى من الطفل الجديد ، مشاعر الغيرة و الترقب و الخوف من المجهول و في النهاية التقبل و الترحيب و العناية ، تجعل القصة أكثر قربا للأطفال و أكثر تفهما لمشاعرهم.

## عن القصة
تتناول القصة الحديث عن عائلة "سامي" و "مريم" اللذين ينتظران مولودًا جديدًا، يوجد لديهم ثلاث قطط مدللة تحب اللعب، هم "باشا" القط المتعالي ذو العينين الخضراء والشعر الاسود الطويل، و"أمير" القط النشط الذي يحب اللعب بالكرة والخيوط، و "مينوش" القط المنعزل والحائر ذو الفرو الرمادي. وذات يوم خرج سامي ومريم مسرعين دون توديع القطط، ومرت الأيام وعادت مريم حاملة المولود الجديد في سلة مزينة ودخلت إلى الغرفة، اندهشت القطط منها، ولا تعرف ماذا تحمل مريم، وسمعت صوت بكاء، لكنه لا يشبه المواء، فهو ليس بقط، ولما رأتهم الجدة قالت لهم تعالوا ورحبوا بالرضيعة علياء، فأصبحت القطط قلقة من أن مريم لا تهتم بهم، فقاموا بالمواء والتحرك من مكان لآخر حتى يجذبوا انتباهها، فجاءت لهم ومريم وقالت لهم لا داعي للقلق فقلبي يتسع لكم ولعلياء.

## الأسلوب والبنية الفنية
تتميّز قصة علياء والقطط الثلاث بأسلوب سردي موجه بوضوح للأطفال، لكنه لا يخلو من عمق رمزي يمكن أن يلامس الكبار أيضًا. اعتمدت الكاتبة أمينة الهاشمي تقنية السرد من منظور غير مألوف، إذ جعلت القطط الثلاث هي الراوي الضمني للأحداث، مما أضفى على القصة طابعًا مرحًا ومألوفًا لدى الأطفال. فالصوت السردي الحيواني يوفّر مسافة آمنة بين الطفل القارئ والحدث (قدوم المولود الجديد)، مما يسمح بتلقي الرسالة الأخلاقية دون نبرة توجيهية مباشرة. ويلاحظ في البنية السردية أن الكاتبة تمهّد تدريجيًا للتغير الطارئ في بيئة القطط، من خلال إشارات بسيطة مثل ملاحظة انتفاخ بطن "مريم"، ثم الغياب المفاجئ للزوجين، فالعودة برضيعة تجهلها القطط، ليصل السرد إلى ذروته في لحظة التوتر العاطفي حيث تخشى القطط أن تفقد مكانتها في قلب العائلة.من الناحية الأسلوبية، لجأت المؤلفة إلى لغة بسيطة ومألوفة، لكنها محمّلة بإيحاءات شعورية يمكن للطفل أن يتماهى معها. فعبارات مثل "مواء احتجاجي"، و"قلبي يتسع لكم ولعلياء"، تعكس حساسية لغوية قادرة على بناء جسور وجدانية بين الطفل والنص. كما أسهمت رسومات مايا فداوي في تعزيز الجانب التفاعلي للقصة، إذ جاءت اللوحات معبّرة بدقة عن انفعالات القطط ومشاعرها، وشكلت مع النص وحدة دلالية متكاملة تُساعد الطفل على القراءة البصرية بالتوازي مع القراءة اللغوية. ولعل استخدام الألوان الحارة والخلفيات الدافئة يساهم في خلق جوّ من الألفة والطمأنينة، مما يجعل القصة صالحة لأن تُقرأ في لحظات الانتقال العاطفي أو التهيئة النفسية للطفل قبل قدوم مولود جديد إلى أسرته.لقد أتقنت أمينة الهاشمي المزج بين الجانب التربوي والجانب الإبداعي دون أن تطغى الرسالة على المتعة، وهو ما يُعد من سمات أدب الطفل الجيد. فهي تطرح مشاعر الغيرة والارتباك بواقعية، لكنها تُنهي القصة نهاية مفتوحة على التسامح والانتماء، مما يسمح بإثارة النقاش بين الطفل وولي أمره بعد القراءة. إن هذا النضج في المعالجة نابع من وعي الكاتبة بتطورات أدب الطفل الحديث، الذي لا يكتفي بإيصال "عبرة" وإنما يسعى إلى تنمية حس التعاطف لدى القارئ الصغير.

## أبعاد التلقي
تتناول قصة علياء والقطط الثلاث واحدة من أكثر الموضوعات حساسية في النمو النفسي والاجتماعي للأطفال، وهي لحظة قدوم أخ أو أخت جديدة إلى العائلة. وهي لحظة غالبًا ما تترافق بمشاعر القلق والغيرة والشعور بالإقصاء لدى الطفل الأكبر، وهنا تبرز قيمة القصة بوصفها أداة لمعالجة هذه الانفعالات. ففي ظل محدودية الكلمات (القصة تقع في 30 صفحة فقط)، نجحت الكاتبة في تمثيل هذه الانفعالات من خلال القطط الثلاث التي تعيش مشاعر إنسانية بامتياز: "أمير" يرمز إلى الحيرة النشطة، و"مينوش" إلى القلق الصامت، بينما "باشا" إلى التعالي الدفاعي. وكل منها يُعبّر عن نمط مختلف من ردود الفعل تجاه الوافد الجديد.أهمية القصة لا تكمن فقط في موضوعها، بل في طريقة معالجته، حيث لا تنزلق إلى الوعظ أو الترهيب، بل تبني مسارًا عاطفيًا تدريجيًا نحو التصالح والتقبّل، مما يساعد الأطفال على فهم أن مكانتهم في الأسرة لا تتزعزع بقدوم فرد جديد، بل تتسع لتشمل مشاعر جديدة مثل الرعاية والتعاون. ومن اللافت أن النهاية لا تفرض عليهم التغيّر، بل تُظهر أن مريم ذاتها تبادر إلى طمأنتهم، مما يُعزز لديهم الإحساس بالأمان والانتماء.وقد أُشير إلى القصة في عدد من مواقع النقد الموجه لأدب الطفل كعمل "ذكي عاطفيًا" ، أي أداة لتعليم الأطفال التعبير عن عواطفهم وملاحظتها لدى الآخرين. كما أن ترجمتها إلى الإنجليزية والإيطالية أتاح لها الوصول إلى جمهور متعدد الثقافات، مما يعكس الطابع الكوني لموضوعها، ويؤكد أن مشاعر الغيرة والتوجس من المجهول مشتركة بين الأطفال في مختلف أنحاء العالم.ويُذكر أن إدراج القصة في القائمة القصيرة لجائزة "اتصالات" لكتاب الطفل عام 2016 لم يكن من باب الصدفة، بل لأنها تمثل نموذجًا متميزًا عن أدب الأطفال المعاصر في العالم العربي، القادر على مجاراة نظيره في اللغات الأخرى، سواء من حيث جودة الإخراج الفني أو نضج الطرح. كما أن تفاعل القرّاء عبر مواقع النشر والتوزيع ووسائل التواصل الاجتماعي أظهر مدى تجاوب أولياء الأمور مع القصة واستثمارهم لها في لحظات حرجة من حياة الطفل، وهو ما يُعطي النص بعدًا عمليًا يتجاوز كونه مجرد سرد ممتع.